# Nemesbőd
Nemesbőd es un pueblo ubicado en el distrito de Szombathely, condado de Vas, Hungría.

## Superficie
Posee una superficie de 9,140 kilómetros cuadrados.

## Demografía
Hasta 2022 la población era de 642 habitantes, con una densidad de población de 70,24 habitantes por kilómetro cuadrado.